# Isaneshwor
Isaneshwor – gaun wikas samiti w zachodniej części Nepalu w strefie Gandaki w dystrykcie Lamjung. Według nepalskiego spisu powszechnego z 2001 roku liczył on 654 gospodarstw domowych i 3012 mieszkańców (1614 kobiet i 1398 mężczyzn).